# Boudewijn Ronsse
Boudewijn Ronsse (waarschijnlijk Gent, 1525 - Gouda, 12 februari 1597) was stadsgeneesheer van Gouda en lijfarts van hertog Erik II van Brunswijk.
Boudewijn Ronsse werd waarschijnlijk in 1525 in Gent geboren. In 1541 werd hij als student ingeschreven aan de universiteit van Leuven. Na zijn studie vestigde hij zich als arts in Veurne. In 1551 werd hij benoemd tot stadsgeneesheer van Gouda. In de stad Gouda waren kort achter elkaar drie geneesheren overleden en het stadsbestuur was dus naarstig op zoek gegaan naar een geschikte kandidaat. Boudewijn Ronsse, die inmiddels getrouwd was en vader van een zoon, vestigde zich op de Gouwe (Tegenover de St. Joosbrug) in Gouda. Na veertien jaar besloot hij echter van baan te veranderen en werd de lijfarts van hertog Erik II van Brunswijk, die als overste van een huurleger diende onder keizer Karel V en koning  Filips II van Spanje. De hertog was in het bezit van de heerlijkheid Liesveld, waar hij verbleef als hij in de Nederlanden was.
Begin 1569 keerde Boudewijn Ronsse weer terug naar Gouda en werd opnieuw voor hetzelfde jaarsalaris van 50 carolusgulden aangesteld tot stadsgeneesheer. In de jaren daarna vroeg en kreeg Ronsse regelmatig een verhoging van zijn jaarwedde. Het stadsbestuur verbond aan de verhoging wel de voorwaarde, dat hij in Gouda zou blijven werken. Dat kon echter niet verhinderen, dat hij in 1577 opnieuw in dienst trad bij de hertog van Brunswijk. Maar in 1582 keerde hij weer naar Gouda terug. Het stadsbestuur wenste hem nadrukkelijk aan Gouda te binden en bood hem een tienjarig contract voor 204 Carolus gulden per jaar; daarboven ontving hij een bepaald bedrag per verrichting, tevens was hij vrijgesteld van schuttersdiensten en hoefde hij geen belasting te betalen.

Ronsse, die zich nu kennelijk definitief in Gouda wilde vestigen, kocht een oofttuin aan een van de Goudse singels, de Fluwelensingel.
Op zijn vakgebied publiceerde Ronsse diverse werken o.a. over verloskunde, scheurbuik, een verzamelwerk over hygiëne en voedingsleer en een dichtwerk over medicamenten. Hij was zeer betrokken bij de verbetering van het peil van de medische stand in Gouda, ijverde voor de oprichting van een chirurgijnsgilde, spande zich in voor een regeling voor de verkoop van medicijnen door apothekers en chirurgijns, bestreed kwakzalverij en bood aan om belangeloos les te geven aan de Goudse chirurgijns. Een van zijn meest bekende patiënten was Dirck Volkertsz. Coornhert, die op 29 oktober 1590 in Gouda overleed.
Boudewijn Ronsse hertrouwde, na het overlijden van zijn eerste vrouw, met Adriaentje van Neck. Uit dit laatste huwelijk werden meerdere kinderen geboren. In 1591 werd zijn contract voor een periode van zes jaar verlengd. Hij overleed echter voordat zijn contract was afgelopen op 12 februari 1597.
Uit eerbied en waardering voor zijn verdiensten voor de burgers van de stad Gouda werden alle kosten van zijn begrafenis voor rekening van de stad Gouda genomen.

## Trivia
- In Gouda zijn (in 1961) de Ronsseweg en (in 1969) het Ronssepad naar hem genoemd, alsmede het hoogste woongebouw van de stad, de Ronssetoren (2008).

- Biblioteca Nacional de España: XX1748468
- Gemeinsame Normdatei: 12411976X
- International Standard Name Identifier: 0000 0001 1839 2549
- Library of Congress Control Number: n85800538
- Nationale Bibliotheek van Tsjechië: ola2006357381
- Nationale Bibliotheek van Israël: 987007267239805171
- Nederlandse Thesaurus van Auteursnamen: 070156735
- LIBRIS: 327619
- Système universitaire de documentation: 079428096
- Virtual International Authority File: 107083041
- WorldCat: E39PBJcRbWWKtjqfHwFCg9M9Dq